# Marin Headlands

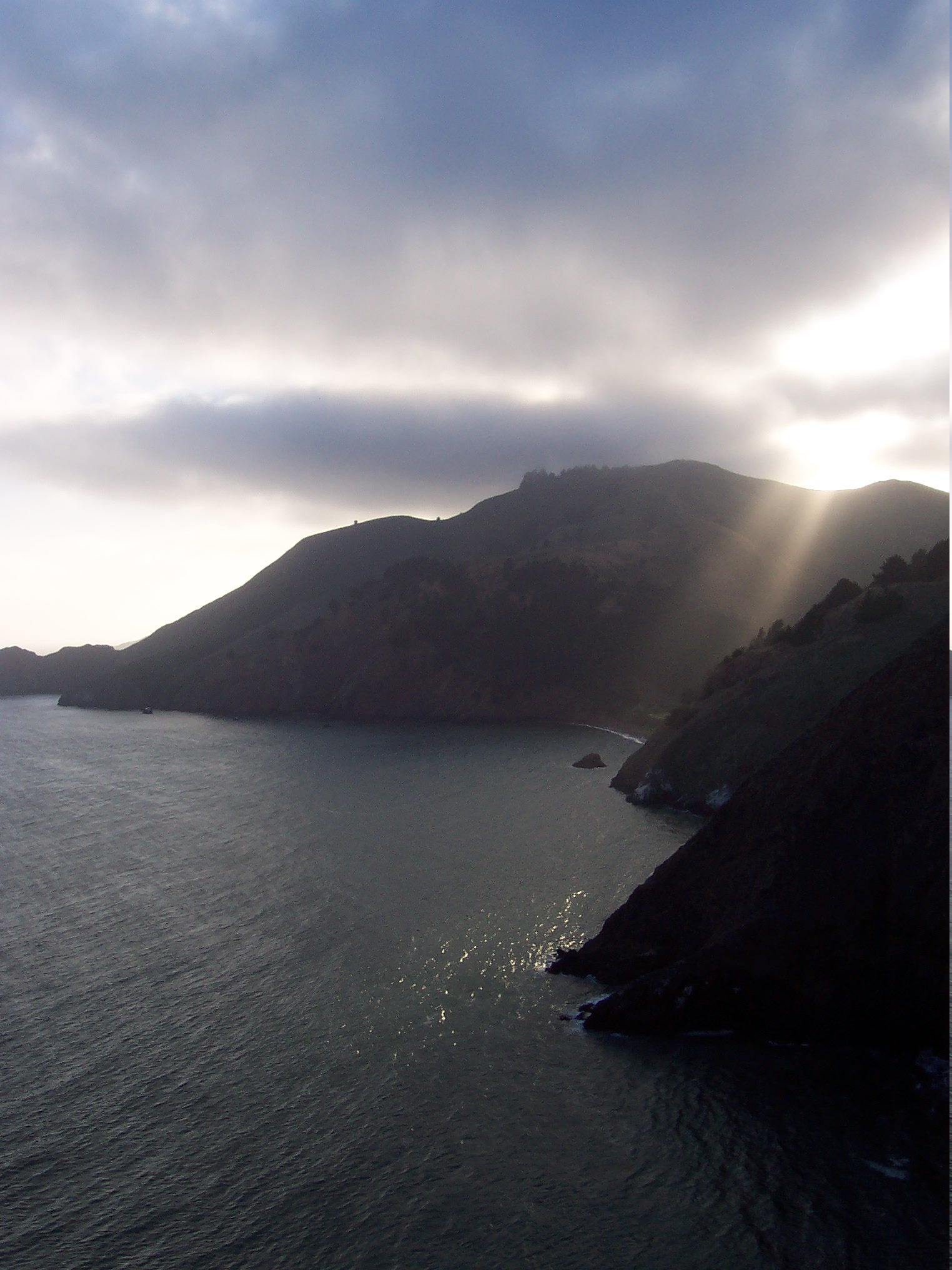
Marin Headlands von der Golden Gate Bridge aus gesehen

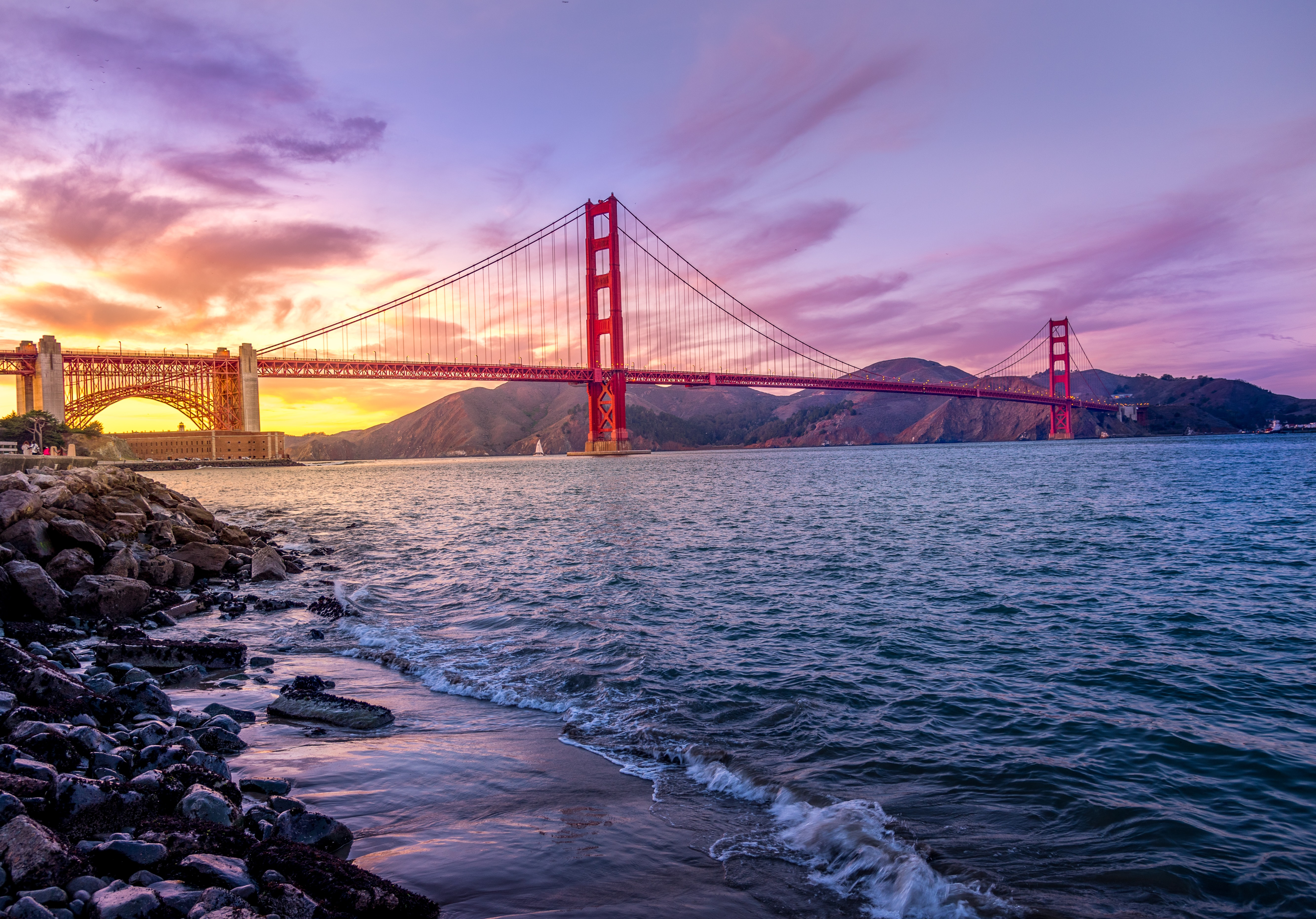
Blick nach Nord-West, in Richtung der Marin Headlands mit der Golden Gate Bridge im Vordergrund

Die Marin Headlands bezeichnen eine Küstenlandschaft bei San Francisco im US-Bundesstaat Kalifornien – stadtauswärts unmittelbar hinter der Golden Gate Bridge in Marin County gelegen. Mit Blick auf die Skyline von San Francisco, die Golden Gate Bridge und – etwas entfernter – die Alcatraz-Insel sowie die San Francisco-Oakland Bay Bridge ist die Küstenlandschaft bei klarem Wetter ein beliebtes Ziel für Fotomotive rund um die Metropole.
Die Marin Headlands sind Teil der so genannten Golden Gate National Recreation Area (Nationalerholungsgebiet "Golden Gate"), dem flächenmäßig größten Erholungspark der Vereinigten Staaten und zugleich einem der größten der Welt. Von diesem Nationalerholungsgebiet umfassen die Marin Headlands den südlichen Teil entlang der Küste, an dem das Meereswasser des Pazifik in die Bucht von San Francisco strömt.
Neben den vielen Aussichtspunkten auf San Francisco entlang der Conzelman Road – an der diverse alte Batteriestellungen von einer Zeit zeugen, in der der Küstenabschnitt am Golden Gate noch militärisch genutzt wurde – haben die Marin Headlands mit etlichen Wander- und Radwegen sowie populären Stränden – wie der Rodeo Beach – auch ihren eigenen Reiz. Sie sind beliebtes Wochenendziel für die Bewohner der näheren Umgebung, mit Abstrichen aber auch auf Übernachtungen von Touristen eingestellt.